# Leonardo Bruni

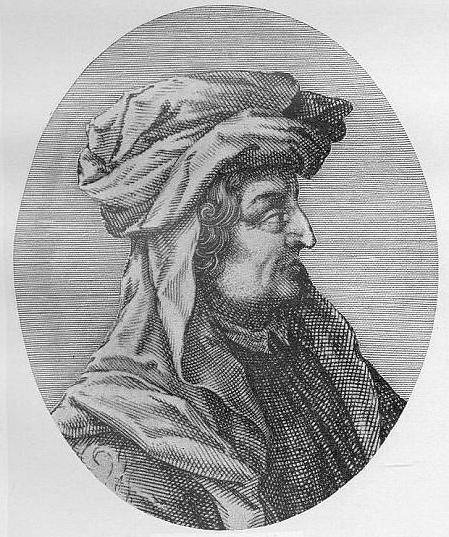
Leonardo Bruni, Stich von Theodor de Bry (16. Jahrhundert)

Leonardo Bruni (* um 1369 in Arezzo; † 9. März 1444 in Florenz), nach seiner Heimatstadt auch Aretino genannt, war ein italienischer Humanist und Staatskanzler von Florenz.

## Leben
Leonardo Bruni stammte aus einer armen Familie und kam als Student nach Florenz. Hier war er Schüler des griechischen Gelehrten Manuel Chrysoloras und wurde in den Kreis des Humanisten Coluccio Salutati aufgenommen. Durch seine frühe Beherrschung vor allem der griechischen Sprache trat er für die Wiederbelebung der antiken literarischen Traditionen ein und wurde so zu einem der Hauptvertreter der Renaissanceliteratur. 1405 erhielt er das Amt eines päpstlichen Sekretärs und diente in dieser Funktion unter den Päpsten Innozenz VII., Gregor XII., Alexander V. und Johannes XXIII., den er auf das Konzil in Konstanz begleitete. Nach Florenz zurückgekehrt widmete er sich vor allem seinen literarischen Arbeiten, insbesondere der Darstellung der florentinischen Geschichte. Seit 1427 war er als Nachfolger von Coluccio Salutati Staatssekretär der Republik Florenz, wo er 1444 starb. Sein von Bernardo Rossellino in Marmor geschaffenes Grabmal befindet sich in der Kirche Santa Croce.

## Werke

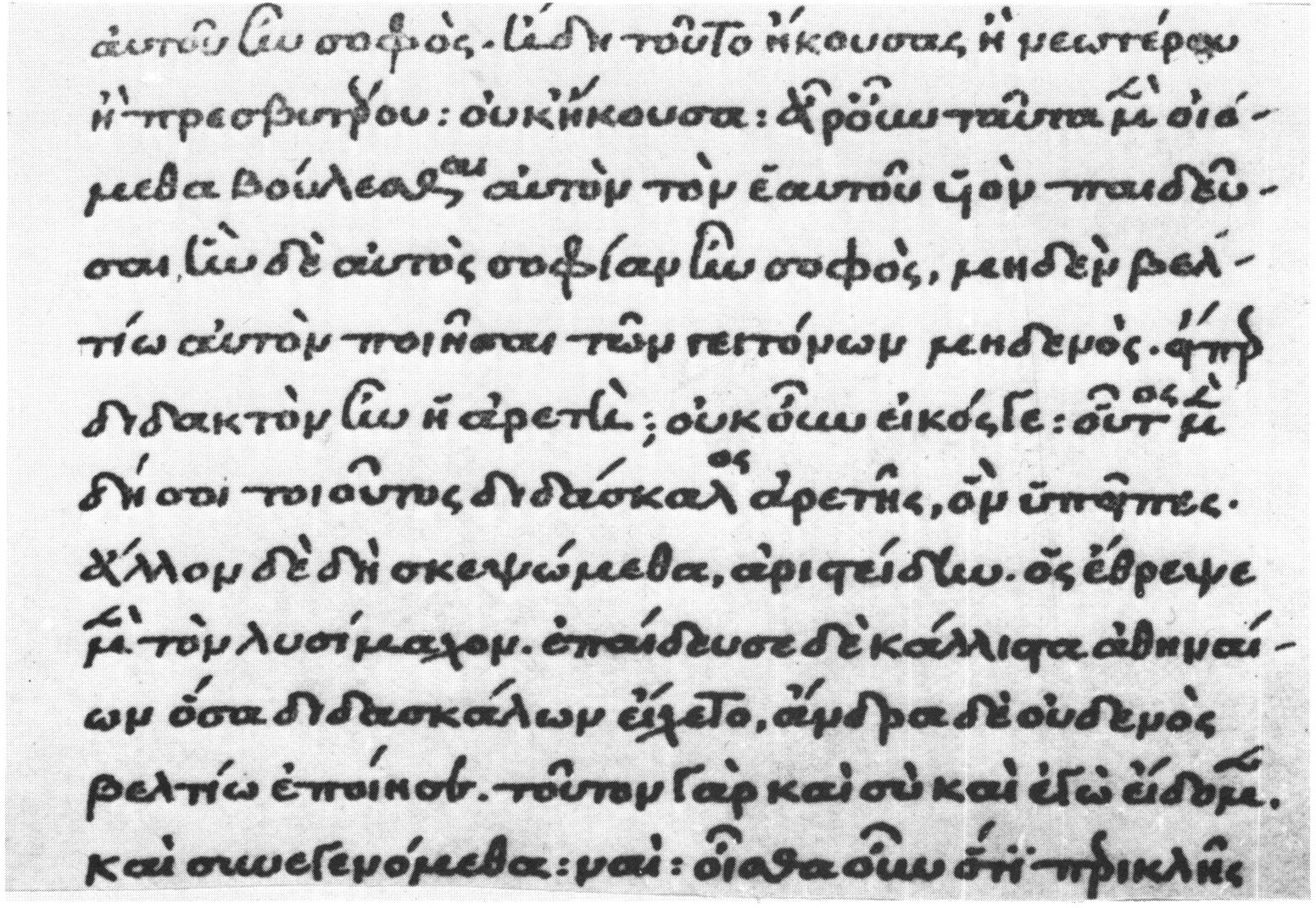
Ein von Bruni im Jahr 1444 eigenhändig geschriebener griechischer Text in der Handschrift Rom, Biblioteca Apostolica Vaticana, Vaticanus Urbinas gr. 32, fol. 2r

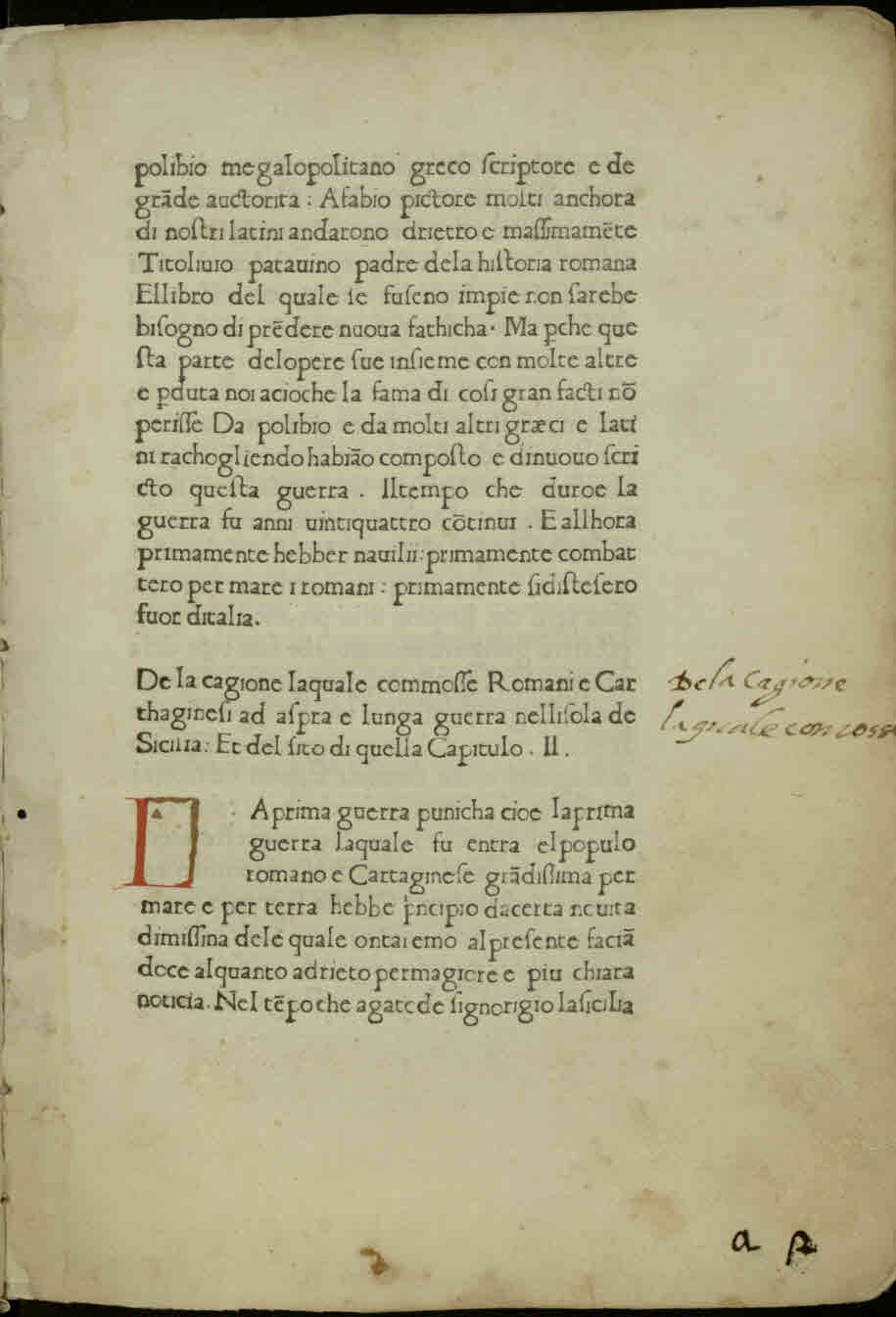
De primo bello punico, 1471

Leonardo Bruni Aretino war der erste, der eine größere Anzahl von Platon-Übersetzungen geschaffen hat: 1404/05 Phaidon, 1409 Gorgias, 1423/27 Kriton, ab 1424 die Apologie, 1424 den Phaidros, 1427 die Briefe. Ferner übersetzte er Plutarch, Demosthenes und Aischines. Größten Ruhm erlangte er als Übersetzer der Nikomachischen Ethik (1417) sowie der ökonomischen und politischen Schriften des Aristoteles, so der Politik und der pseudoaristotelischen Oeconomica (1420). Xenophons Hellenika schrieb er unter dem Titel Commentarius rerum graecarum um. 1410 verfasste er eine Geschichte von Florenz unter dem Titel Historia del popolo fiorentino (in lateinischer Übersetzung 1650 gedruckt als Historiarum Fiorentinarum libri XII). Darüber hinaus erstellte er Biographien von Dante Alighieri und Francesco Petrarca in italienischer Sprache unter dem Titel Vite parallele di Dante e Petrarca. Die ihm zugeschriebenen Lustspiele in italienischer Sprache Calphurnia et Gurgulia und Commedia poliscene sind offensichtlich von einem anderen Leonardo von Arezzo, wahrscheinlich einem Mönch in de la Sorte, verfasst worden.
In seinem Dialog Ad Petrum Paulum Histrum setzte sich Bruni für die literarische Verwendung einer rein florentinisch geprägten Volkssprache ein und war damit ein Vorläufer der italienischen Sprachenfrage des 16. Jahrhunderts. Sein Traktat De studiis et litteris, eine Art Anleitung zum akademischen Studium, hebt die Untrennbarkeit von Sacherkenntnis und Sprachkultur beziehungsweise literarischer Qualität hervor. Bruni bezieht die Frauen ausdrücklich in sein Bildungsprogramm mit ein, unterscheidet aber bei der Frage nach den Gegenständen des wissenswerten Sachwissens zwischen Männern und Frauen.

## Ausgaben und Übersetzungen
- Stefano Ugo Baldassari (Hrsg.): Dialogi ad Petrum Paulum Histrum. Olschki, Florenz 1994 (mit ausführlicher Einleitung S. 1–232 und Bibliographie S. 283–290).
- James Hankins (Hrsg.): Historiae Florentini populi / History of the Florentine People. 3 Bände. Harvard University Press, Cambridge (Mass.) 2001–2007 (lateinischer Text und englische Übersetzung)
- Hans Baron (Hrsg.): Humanistisch-philosophische Schriften. Leipzig/Berlin 1928
- Stefano Ugo Baldassarri (Hrsg.): Laudatio Florentine urbis. Società Internazionale per lo Studio del Medioevo Latino, Florenz 2000, ISBN 88-87027-98-6 (kritische Edition)
- The Study of Literature. In: Craig W. Kallendorf (Hrsg.): Humanist Educational Treatises. Harvard University Press, Cambridge (Massachusetts) 2002, ISBN 0-674-00759-X, S. 92–125 (lateinischer Text von De studiis et litteris und englische Übersetzung)
- Susanne Daub (Hrsg.): Leonardo Brunis Rede auf Nanni Strozzi. Teubner, Stuttgart/Leipzig 1996, ISBN 3-519-07633-0 (kritische Edition mit ausführlicher Textanalyse und Erläuterungen)